# Zájezd
Zájezd je výprava za jistým účelem, například rekreační nebo umělecký zájezd. Z hlediska práva jde o balíček základních služeb cestovního ruchu, může zahrnovat i služby doplňkové. Za základní služby se považují služby stravovací, ubytovací a doprava.

## Zájezd v české právní úpravě cestovního ruchu

### Definice
Zájezdem se pro účely zákona č. 159/1999 Sb., o některých podmínkách podnikání v oblasti cestovního ruchu, rozumí předem sestavená a za souhrnnou cenu nabízená kombinace alespoň dvou z následujících třech typů služeb, pokud přesahuje 24 hodin nebo zahrnuje i ubytování přes noc a pokud jeho nabídka a prodej splňují znaky živnostenského podnikání:
- doprava
- ubytování
- jiné služby cestovního ruchu, jež nejsou doplňkem dopravy nebo ubytování a tvoří významnou část zájezdu nebo jejichž cena tvoří alespoň dvacet procent souhrnné ceny zájezdu (například stravování mimo místo ubytování, prodej vstupenek na kulturní a sportovní akce, prodej a organizace fakultativních výletů, výuka jazyků, sportovní kurzy, průvodcovské služby)[2]

Zájezdem ve smyslu tohoto zákona je tedy i pouhá kombinace dopravy a ubytování nebo například ubytování spojené s poznávacími výlety do okolí či ubytování spojené se sportovním programem (doprava tedy není podmínkou). Do definice zájezdu spadá i dětský tábor, pokud je provozován v rámci podnikání, tedy mimo jiné za účelem zisku. Do působnosti zákona nespadá činnost, která není pořádána za účelem zisku, tj. konaná například v rámci spolkové nebo dobrovolnické činnosti, činnosti příspěvkových škol atd.
Dle zákona č. 159/1992 Sb., se zájezdem rozumí pouze kombinace nabízená konečnému zákazníkovi, nikoliv kombinace nabízená (prodávaná) jinému podnikateli za účelem jeho podnikání. Zákazníkem se rozumí osoba, která uzavře s cestovní kanceláří smlouvu o zájezdu, nebo osoba, v jejíž prospěch byla tato smlouva uzavřena. Dále také není soubor služeb cestovního ruchu jehož nabídka a prodej nesplňují znaky živnostenského podnikání.

### Uzavření smlouvy mezi stranami
Smluvní vztah mezi zákazníkem a pořadatelem vzniká na základě uzavření smlouvy o zájezdu. Smlouvou o zájezdu se pořadatel zavazuje pro zákazníka obstarat zájezd a zákazník se zavazuje zaplatit souhrnnou cenu (§ 2521 NOZ). V tom se nová úprava od současné neliší. I u smlouvy o zájezdu se však projevila zásada menšího důrazu na formu právního jednání. Na rozdíl od cestovní smlouvy smlouva o zájezdu nemusí být písemná. Pořadatel je však povinen zákazníkovi vydat doklad o smlouvě, tzv. potvrzení o zájezdu. Potvrzení o zájezdu vyžaduje písemnou formu a mezi jeho náležitosti kromě označení smluvní stran, vymezení zájezdu a údaje o ceně patří i údaj o způsobu, jakým má zákazník uplatnit své právo z porušení povinnosti pořadatele včetně údaje o lhůtě, ve které může práva uplatnit.

### Cestovní kancelář
Provozovatel cestovní kanceláře (dále jen "CK") je podnikatel, který je na základě státního povolení k provozování živnosti (dále jen „koncese“)4) oprávněn organizovat, nabízet a prodávat zájezdy. CK je také osoba, která má v okamžiku uzavření smlouvy o zájezdu sídlo nebo místo podnikání v jiném členském státě Evropské unie nebo v jiném státě tvořícím Evropský hospodářský prostor, než je Česká republika (dále jen "CK usazená na území jiného státu"). CK usazená na území jiného státu musí podnikat na základě oprávnění tohoto státu k provozování CK a musí mít sjednané pojištění záruky nebo bankovní záruku pro případ úpadku CK, nebo být jinak pro tento případ zajištěna, alespoň v rozsahu stanoveném tímto zákonem.

#### Provozovatel CK
Provozovatel, který provozuje cestovní agentury, je podnikatel, který je oprávněn na základě ohlášení volné živnosti provozovat činnosti v tomto rozsahu:
- nabízet a prodávat jednotlivé služby cestovního ruchu
- organizovat kombinace služeb cestovního ruchu a nabízet je a prodávat jiné cestovní kanceláři za účelem jejího dalšího podnikání,
- zprostředkovávat prodej jednotlivých služeb cestovního ruchu pro jinou cestovní kancelář nebo cestovní agenturu, případně pro jiné osoby (dopravce, pořadatele kulturních, společenských a sportovních akcí apod.),
- zprostředkovávat prodej zájezdu pro jinou cestovní kancelář; smlouva o zájezdu v těchto případech musí být uzavřena jménem cestovní kanceláře, pro kterou je zájezd zprostředkováván,
- prodávat věci související s cestovním ruchem, zejména vstupenky, mapy, plány, jízdní řády, tištěné průvodce a upomínkové předměty.[2]

## Nový občanský zákoník a související změny
Zákon č. 89/2012 Sb., občanský zákoník (dále jen „NOZ“), přináší změny i v oblasti cestovního ruchu. Stejně jako v jiných oblastech i nová právní úprava zájezdu účinná od roku 2014 spočívá zejména na menší formálnosti, ochraně spotřebitele a dobré víry.
Odlišnost nové úpravy je znát již z použité terminologie. NOZ na rozdíl od zákona 40/1964 Sb., občanský zákoník (dále jen „OZ“) nepoužívá termín „cestovní smlouva“ (§ 852a a n. OZ), ale „smlouva o zájezdu“. Jedná se přitom o stejný smluvní typ, označení cestovní smlouva je však nepřesné, neboť plněním podle této smlouvy není cesta, ale zájezd jako soubor služeb cestovního ruchu. Navíc dosavadní právní úprava plně neodpovídá směrnici č. 90/314/EHS ze dne 13. června 1990 o souborných službách pro cesty, pobyty a zájezdy (dále jen „směrnice č. 90/314/EHS“), která je základem evropské úpravy zájezdu.
Zákon o podnikání v cestovním ruchu nově stanovuje, že za zájezd se považuje i kombinace služeb sestavená na základě „individuální objednávky“. V praxi to tedy znamená, že s účinností novely (od 1. 8. 2006) nesmí zájezd na základě individuálních požadavků zákazníka prodávat vlastním jménem jiné subjekty než cestovní kanceláře.
Doposud se činností spočívající v prodeji kombinací služeb cestovního ruchu sestavených na základě individuálních požadavků zákazníka mohla zabývat jak CK, tak i cestovní agentura (dále jen „CA“). S nabytím účinnosti novely je tato činnost svěřena pouze CK a CA ji vykonávat nesmějí. Nedodržení tohoto pravidla je považováno za neoprávněné podnikání ve smyslu § 61 a násl. živnostenského zákona.
Tuto změnu si vyžádala implementace rozsudku ESD C – 400/00, který nově vyložil pojem zájezd obsažený ve směrnici 90/314/EHS, respektive pojem předem sestavená kombinace služeb.
Další novinkou podle NOZ je, že pořadatelem zájezdu je osoba, která sama nebo prostřednictvím třetí osoby nabízí podnikatelským způsobem veřejnosti nebo skupině osob zájezd (§ 2523 odst. 1 NOZ). Tím NOZ opouští koncepci OZ, kdy mohl být pořadatelem zájezdu pouze subjekt mající příslušné podnikatelské oprávnění, tj. koncesi na živnost cestovní kancelář. Toto pojetí zájezdu neodpovídá vymezení směrnice a z práv cestujícího při porušení smlouvy pořadatelem vylučuje právo na odškodnění za ztrátu potěšení z dovolené. Smyslem úpravy NOZ je chránit dobrou víru zákazníka, který uzavře smlouvu o zájezdu s osobou, která nemá potřebné veřejnoprávní oprávnění, a garantovat mu stejná práva jako kdyby uzavřel smlouvu s osobou, která příslušná oprávnění má.